# Odontozineus
Odontozineus es un género de escarabajos longicornios de la tribu Acanthocinini que contiene una sola especie, Odontozineus penicillatus. La especie fue descrita por Monné en 2009.
Se distribuye por Ecuador. Mide aproximadamente 10 milímetros de longitud.